# توماس تومسون
توماس تومسون (بالإنجليزية: Thomas Thompson)‏ (1 يناير 1879 في المملكة المتحدة - 1 يناير 1939 ببرمنغهام في المملكة المتحدة) هو لاعب كرة قدم بريطاني (وحمل سابقاً جنسية المملكة المتحدة لبريطانيا العظمى وأيرلندا) في مركز جناح ‏. لعب مع برمنغهام سيتي.